# 斯特普斯通 (肯塔基州)
斯特普斯通（英語：Stepstone）是位於美國肯塔基州巴斯縣和蒙哥馬利縣的一個非建制地區。

## 地理
斯特普斯通所處的海拔為高於海平面239米（即784英呎），而該地所採用的時區為UTC-5，即北美東部時區（EST）。同時該地設有夏令時間，為UTC-5調快一小時，即UTC-4（EDT）。